# اسنافوی خصوصی
سرباز اسنافو (به انگلیسی: Private Snafu) فیلمی ۴ دقیقه‌ای به کارگردانی چاک جونز، فریز فرلنگ، باب کلمپت، فرانک تاشلین، اسموند اوانز، زک شوارتز، هیو هارمن با بازی مل بلانس است.